# Acacia beauverdiana
Acacia beauverdiana är en ärtväxtart som beskrevs av Alfred James Ewart och Sharman. Acacia beauverdiana ingår i släktet akacior, och familjen ärtväxter. Inga underarter finns listade i Catalogue of Life.